# Andreas Obst
Andreas Obst (Halle, Alemania, 13 de julio de 1996) es un jugador de baloncesto alemán. Con 1,91 metros de estatura, juega en la posición de escolta en el equipo del Bayern de Múnich de la BBL.

## Trayectoria

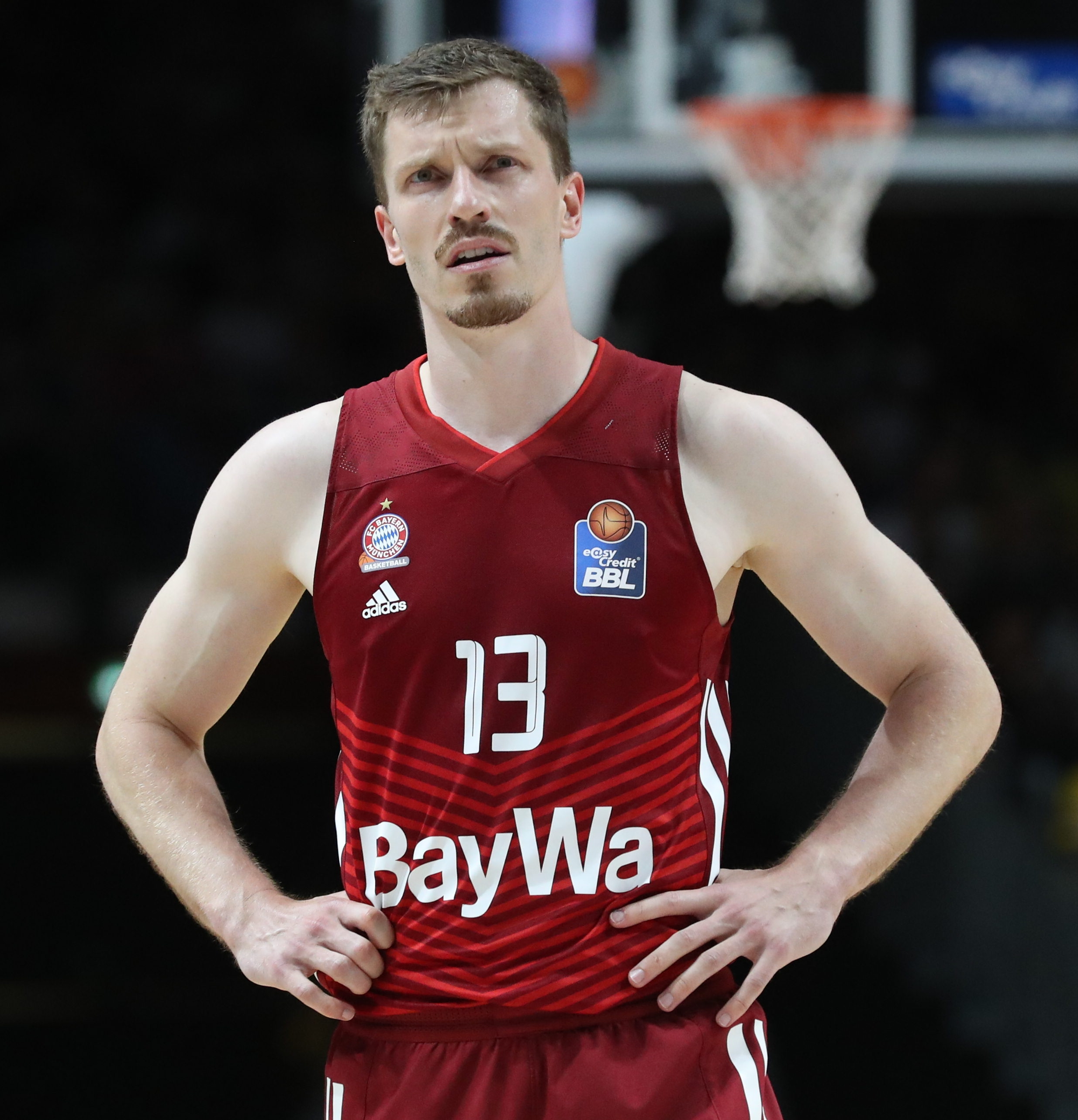
Obst con Bayern de Múnich en 2022.

Formado en las categorías inferiores del USV Halle, que más tarde jugaría en TSV TrosterBreitenguessbach (Pro-B y Junior) y MessingschlagerBaunach (ProB), antes de llegar a la BBL para jugar en los Giessen 46ers y en el Brose Basket con el que sería campeón de Liga en 2015.
En la temporada 2017-18, en las filas del conjunto germano Oetttinger perteneciente a la BBL, promedió 10.9 puntos (50.6% en tiros de dos, 38.1% en triples y 86.8% en libres), 2.3 rebotes y 1.7 asistencias en 27.3 minutos. Obst fue seleccionado para participar en el NBA Global Camp 2018.
En julio de 2018 firmó por tres temporadas con el Obradoiro de la Liga Endesa.
Tras solo una temporada en el club gallego, el 1 de julio de 2019 se confirmó su fichaje por el ratiopharm Ulm alemán por dos temporadas.
El 6 de julio de 2021, firma por dos temporadas por el Bayern de Múnich de la Basketball Bundesliga. El 22 de noviembre de 2024 batió el récord de más triples anotados en un partido de Euroliga, al conseguir 11 en un partido ante el FC Barcelona.

## Selección nacional
Internacional con Alemania en todas las categorías (Sub-20, Sub-18, Sub-16 y Sub-15) y  máximo anotador del Torneo Junior de L’Hospitalet del 2014 donde también fue seleccionado en el quinteto ideal. 
[actualizar]
En verano de 2021, fue parte de la selección absoluta alemana que participó en los Juegos Olímpicos de Tokio 2020, que quedó en octavo lugar.
En septiembre de 2022 disputó con el combinado absoluto alemán el EuroBasket 2022, donde ganaron el bronce, al vencer en la final de consolación a Polonia.
Durante agosto y septiembre de 2023 fue integrante de la selección de Alemania que participó en el Mundial de 2023 celebrado en Asia, y que ganó el oro, tras ganar la final ante Serbia.
Entre julio y agosto de 2024 fue parte de la selección absoluta de Alemania, que disputó los Juegos Olímpicos de París, finalizando en cuarta posición, tras perder la final de consolación ante Serbia.